# Samsung Galaxy M30
El Samsung Galaxy M30 es un phablet Android producido por Samsung Electronics. Fue presentado el 27 de febrero de 2019. El teléfono viene con Android 8 (Oreo) con la capa de personalización One UI propiedad de Samsung, con 32, 64 o 128 GB de almacenamiento interno y una batería Li-Po de 5000 mAh.

## Disponibilidad
El M30 está dirigido principalmente al mercado indio, donde el modelo base se vende al por menor por 9999 rupias. Se vende exclusivamente en Amazon.in y en la tienda minorista en línea oficial de Samsung. En China y Taiwán se vende como Samsung Galaxy A40s.

## Especificaciones

### Software
El M30 ejecuta Android Oreo, ahora actualizable a Android 10.

### Hardware
El M30 tiene una pantalla FHD+ Super AMOLED de 6,4 pulgadas. Está alimentado por Exynos 7904 SoC con un CPU octa-core de 14 nm y GPU Mali-G71, y cuenta con una batería de 5000 mAh con carga rápida. Viene con 3 GB de RAM y 32 GB de ROM, 4 GB de RAM y 64 GB de ROM o 6 GB de RAM y 128 GB de ROM. El almacenamiento se puede expandir a través de una ranura para tarjeta microSD dedicada de hasta 512 GB.
Tiene un sistema de cámara triple que incluye un sensor principal de 13 megapíxeles, un sensor de profundidad de 5 megapíxeles y un sensor ultra gran angular de 5 megapíxeles. Incluye una cámara frontal de 16 megapíxeles.
El teléfono tiene un escáner de huellas dactilares, 4G, VoLTE, WiFi, Bluetooth 5 y GPS. Viene con un puerto USB tipo C.
El teléfono viene con la certificación Widevine L1, lo que le permite transmitir contenido HD desde diferentes sitios web de transmisión de video. También es compatible con el sonido envolvente Dolby ATMOS 360°. El Samsung Galaxy M30s viene con una pantalla Super AMOLED Infinity-U FHD+ (1080×2340) de 6.4″ con una muesca en forma de U para la cámara frontal, similar al Samsung Galaxy M30s. Esto da como resultado una relación pantalla-cuerpo del 90%. La pantalla tiene una relación de contraste de 78960:1 y un brillo máximo de 420 nits. El teléfono tiene una batería Li-Po de 5000 mAh que admite una carga rápida por cable de 15 W.